# Thierry Cibone
Thierry Cibone, né le 8 août 1973 dans la tribu de Mou et le district coutumier de Loessi à Lifou (Nouvelle-Calédonie), est un athlète handisport français.
Il remporte lors des Jeux paralympiques d'été de 2012 à Londres la médaille de bronze du lancer du poids dans la catégorie F34, après avoir remporté l'or en 2000 en F35 et le bronze en 2004 en F35 .
En lancer du javelot, il remporte la médaille d'or paralympique en 2000, la médaille de bronze en 2004 et termine quatrième en 2012.
Il est aussi médaillé d'or du lancer du disque en 2000.